# Pelusios bechuanicus
Espèce
Pelusios bechuanicus est une espèce de tortue de la famille des Pelomedusidae.

## Répartition
Cette espèce se rencontre au Congo-Kinshasa, en Angola, en Namibie, au Botswana, au Zimbabwe et en Zambie.

## Publication originale
- FitzSimons, 1932 : Preliminary descriptions of new forms of South African Reptilia and Amphibia, from the Vernay-Lang Kalahari Expedition, 1930. Annals of the Transvaal Museum, vol. 15, no 1, p. 35-40 (texte intégral).